# Risiocnemis flammea
Risiocnemis flammea là loài chuồn chuồn trong họ Platycnemididae. Loài này được Selys mô tả khoa học đầu tiên năm 1882.